# سال نو مبارک (فیلم ۱۹۸۷)
سال نو مبارک (به انگلیسی: Happy New Year) یک فیلم سینمایی آمریکایی محصول سال ۱۹۸۷ میلادی با بازی پیتر فالک و به کارگردانی جان جی آویلدسن است.
اگرچه این فیلم در سینماها موفقیت بسیار محدودی داشت اما به یک فیلم کالت تبدیل شد. 

## بازیگران
- پیتر فالک در نقش Nick
- چارلز دارنینگ در نقش Charlie
- تام کورتنی در نقش Edward Saunders
- وندی هیوز در نقش Carolyn
- Fritz Bronner در نقش Steve
- آنتونی هیلد در نقش D.G.
- Daniel Gerroll در نقش Curator
- کلود لولوش در نقش Man on train